# General de Infantería (Alemania)

Insignia de hombro.

General de Infantería (en alemán: General der Infanterie; abreviado: General d. Inf.) es un antiguo rango de las fuerzas de tierra alemanas.
Los oficiales de caballería del rango equivalentes son llamados General der Kavallerie y los del cuerpo de artillería General der Artillerie. En 1935 la Wehrmacht añadió los rangos de General der Panzertruppe (tropas acorzadas), General der Gebirgstruppen (tropas de montaña), General der Fallschirmtruppen (tropas paracaidistas), y General der Nachrichtentruppen (tropas de comunicaciones). En la Luftwaffe, el rango equivalente era General der Flieger (aviadores). 
| - Erich Abraham (1895-1971) - Eugen Freiherr von Albori (1838-1915) - Viktor Albrecht (1859-1930) - Karl Allmendinger (1891-1965) - Constantin von Alvensleben (1809-1892) - Gustav von Alvensleben (1803-1881) - Gustav von Arnim (1829-1909) - Helge Auleb (1887-1964) - Max von Bahrfeldt (1856-1936) - Eugen Ritter von Benzino (1856-1915) - Eugen Beyer (1882-1940) - Franz Beyer (1892-1968) - Bruno Bieler (1888-1966) - Johannes Block (1894-1945) - Günther Blumentritt (1892-1967) - Max Bock (1878-1945) - Herbert von Böckmann (1886-1974) - Ehrenfried-Oskar Boege (1889-1965) - Alfred Boehm-Tettelbach (1878-1962) - Oktavio Philipp von Boehn (1824-1899) - Kuno-Hans von Both (1884-1955) - Julius von Bose (1809-1894) - Hermann von Boyen (1771-1848) - Hermann von Brandenstein (1868-1942) - Kurt Brennecke (1891-1982) - Ludwig Breßler (1862-1955) - Kurt von Briesen (1886-1941) - Walter Graf von Brockdorff-Ahlefeldt (1887-1943) - Heinrich von Bünau (1873-1943) - Rudolf von Bünau (1890-1962) - Rudolph Otto von Budritzki (1812-1876) - Walther Buhle (1894-1959) - Wilhelm Burgdorf (1895-1945) (se suicidó) - Erich Buschenhagen (1895-1994) - Theodor Busse (1897-1986) - Philipp Carl von Canstein (1804-1877) - Friedrich-Wilhelm von Chappuis (1886-1942) - Kurt von der Chevallerie (1891-1945) - Dietrich von Choltitz (1894-1966) - Eugen Ritter von Clauß (1862-1942) - Hermann von Colard (1857-1916) - Paul von Collas (1841-1910) - Erich Clössner (1888-1976) - Ernst Dehner (1889-1970) - Berthold Karl Adolf von Deimling (1853-1944) - Friedrich Wilhelm Bülow von Dennewitz (1755-1816) - Anton Dostler (1891-1945) - Karl Eibl (1891-1943) - Otto von Emmich (1848-1915) - Werner von Erdmannsdorff (1891-1945) (ejecutado) - Waldemar Erfurth (1879-1971) - Friedrich Freiherr von Esebeck (1870-1951) - Ludwig von Estorff (1859-1943) - Alexander von Falkenhausen (1878-1966) - Erich von Falkenhayn (1861-1922) - Eduard Vogel von Falckenstein (1797-1885) - Maximilian Vogel von Falckenstein (1839-1917) - Friedrich Fangohr (1899-1956) - Karl von Fasbender (1852-1933) - Hans Feige (1880-1953) - Hans-Georg Felber (1889-1962) - Bernhard Graf Finck von Finkenstein (1863-1945) - Herbert Fischer (1882-1939) - Walther Fischer von Weikersthal (1890-1953) - Wolfgang Fleck (1879-1939) - Karl Georg Friedrich von Flemming (1705-1767) - Sigismund von Förster (1887-1959) - Hermann Foertsch (1895-1961) - Ernst Freiherr von Forstner (1869-1950) - Hermann von François (1856-1933) - Eduard Friedrich Karl von Fransecky (1807-1890) - Erich Friderici (1885-1964) - Lothar Fritsch (1871-1951) - Georg Frotscher (1868-1943) - Martin Gareis (1891-1976) - Emil Colerus von Geldern (1856-1919) - Hubert Gercke (1881-1942) - Rudolf Gercke (1884-1947) - Hermann Geyer (1882-1946) (se suicidó) - Werner-Albrecht Freiherr von und zu Gilsa (1889-1945) - Edmund Glaise-Horstenau (1882-1946) (se suicidó) - Gerhard Glokke (1884-1944) | - Bruno Neidhardt von Gneisenau (1811-1889) - August Karl von Goeben (1816-1880) - Hans Gollnick (1892-1970) - Friedrich Gollwitzer (1889-1977) - Friedrich von Gontard (1860-1942) - Konrad Ernst von Goßler (1848-1933) - Walther Graeßner (1891-1943) - Martin Grase (1891-1963) - Anton Grasser (1891-1976) - Kurt von Greiff (1876-1945) - Hans von Greiffenberg (1893-1951) - Horst Großmann (1891-1972) - Julius von Groß (1812-1881) - Siegfried Haenicke (1878-1946) - Walther Hahm (1894-1951) - Hermann Konstantin Albert Julius von Hanneken (1890-1981) - Alexander von Hartmann (1890-1943) - Jakob von Hartmann (1795-1873) - Wilhelm Hasse (1894-1945) - Arthur Hauffe (1892-1944) - Friedrich Herrlein (1889-1974) - Carl Hilpert (1888-1948) - Otto Hitzfeld (1898-1990) - Karl Friedrich von Hirschfeld (1747-1818) - Friedrich Hochbaum (1894-1955) - Gustav Höhne (1893-1951) - Walter Hörnlein (1893-1961) - Rudolf Hofmann (1895-1970) - Albert von Holleben (1835-1906) - Friedrich Hoßbach (1894-1980) - Dietrich von Hülsen-Haeseler (1852-1908) - Erich Jaschke (1890-1961) - Hans Jordan (1892-1975) - Georg von Kameke (1817-1893) - Friedrich Karmann (1885-1939) - Hugo von Kathen (1855-1932) - Bodewin Keitel (1888-1953) - Werner Kienitz (1885-1959) - Eberhard Kinzel (1897-1945) (se suicidó) - Hugo von Kirchbach (1809-1887) - Baptist Knieß (1885-1956) - Konstantin Schmidt von Knobelsdorf (1860-1936) - Friedrich Köchling (1893-1970) - Albert von Koller (1849-1942) - Joachim von Kortzfleisch (1890-1945) (muerto en batalla) - Robert Kosch (1856-1942) - Hugo von Kottwitz (1815-1897) - Hans Krebs (1898-1945) (se suicidó) - Karl Kriebel (1888-1961) - Ernst-Anton von Krosigk (1898-1945) - Hermann von Kuhl (1856-1958) - Arthur Kullmer (1896-1953) - Ferdinand von Kummer - Otto Lasch (1893-1971) - Paul Laux (1887-1944) - Leopold Freiherr von Ledebur (1868-1951) - Paul Emil von Lettow-Vorbeck (1870-1964) - Alfred von Lewinski (1831-1906) - Ernst von Leyser (1889-1962) - Curt Liebmann (1881-1960) - Eduard von Liebert (1850-1934) - Kurt Liese (1882-1945) - Anton Lipošćak (1863-1924) - Alfred von Loewenfeld (1848-1927) - Friedrich "Fritz" Karl von Loßberg (1868-1942) - Erich Ludendorff (1865-1937) - Erich Lüdke (1882-1946) - Hartwig von Ludwiger (1895-1947) (ejecutado) - Rudolf Lüters (1883-1945) - Walther von Lüttwitz (1859-1942) - Albrecht Gustav von Manstein (1805-1877) - Friedrich Materna (1885-1946) - Franz Mattenklott (1884-1954) - Gerhard Matzky (1894-1983) - Johannes Mayer (1893-1963) - Friedrich Mieth (1888-1944) - Arnold Ritter von Möhl (1867-1944) - Wolfgang Muff (1880-1947) - Friedrich-Wilhelm Müller (1897-1947) - Ludwig Müller (1892-1972) - Oldwig Anton Leopold von Natzmer (1782-1861) - Paul Nethe (1849-1936) - Ferdinand Neuling (1885-1960) - August Wilhelm von Neumann-Cosel (1786-1865) - Günther von Niebelschütz (1882-1945) - Hermann Niehoff (1897-1980) - Hans von Obstfelder (1886-1976) - Friedrich Olbricht (1888-1944) (ejecutado) - Eugen Ott (1890-1966) | - Ernst Ludwig von Pfuel (1716-1798) - Carl Ludwig Wilhelm August von Phull (Pfuel) (1723-1793) - Friedrich von Phull (Pfuel) (1767-1840) - Ernst von Pfuel (1779-1866) - Paul von der Planitz (1837-1902) - Karl von Plettenberg (1852-1938) - Paul von Ploetz (general) (1847-1930) - Helmuth Prieß (1896-1944) - Karl von Prittwitz (1790-1871) - Kurt von Pritzelwitz (1854-1935) - Wilhelm Fürst von Radziwill (1797-1870) - Siegfried Rasp (1898-1968) - Albert von Rauch (1829-1901) - Gustav von Rauch (1774-1841) - Hermann Recknagel (1892-1945) - Hermann Reinecke (1888-1973) - Julius Riemann (1855-1935) - Enno von Rintelen (1891-1971) - Edgar Röhricht (1892-1967) - Karl von Roques (1880-1949) - Ernst von Rüchel (1754-1823) - Benignus von Safferling (1824-1899) - Friedrich August Schack (1892-1968) - Reinhard von Scheffer-Boyadel (1851-1925) - Walther Bronsart von Schellendorff (1833-1914) - Kurt von Schleicher (1882-1934) - Hans Schmidt (1877-1848) - Rudolf Schmundt (1896-1944) (Murió de las heridas resultado de la bomba del complot del 20 de julio) - Wilhelm Schneckenburger (1891-1944) - Rudolf Schniewindt (1875-1854) - Walther Schroth (1882-1944) - Friedrich Schulz (1897-1976) - Albrecht Schubert (1886-1966) - Felix Schwalbe (1892-1974) - Viktor von Schwedler (1885-1954) - Hans Lothar von Schweinitz (1822-1901) - Adolf Freiherr von Seckendorff (1857-1941) - Friedrich Siebert (1888-1950) - Georg von Sodenstern (1889-1955) - Hans Speth (1897-1985) - Otto Sponheimer (1886-1961) - Otto Stapf (1890-1963) - Johann Baptist Stephan (1808-1875) - Albrecht Steppuhn (1877-1955) - Gustav von Stiehle (1823-1899) - Erich Straube (1887-1971) - Otto von Strubberg (1821-1908) - Carl-Heinrich von Stülpnagel (1886-1944) (ejecutado) - Edwin von Stülpnagel (1876-1933) - Otto von Stülpnagel (1878-1948) - Richard Freiherr von Süßkind-Schwendi (1854-1946) - Ludwig von der Tann-Rathsamhausen (1815-1881) - Bogislav Friedrich Emanuel von Tauentzien (1760-1824) - Hans von Tettau (1888-1956) - Georg Thomas (1890-1946) - Helmut Thumm (1895-1977) - Kurt von Tippelskirch (1891-1957) - Lothar von Trotha (1848-1920) - Erich von Tschischwitz (1870-1958) - Rudolf Toussaint (1891-1968) - Walther von Unruh (1877-1956) - Julius von Verdy du Vernois (1832-1910) - Erwin Vierow (1890-1982) - Konstantin Bernhard von Voigts-Rhetz (1809-1877) - Paul Völckers (1891-1946) - Hugo von Wasielewski (1853-1936) - Erich Weber (1860-1933) - Wilhelm Wegener (1895-1944) - Karl Weisenberger (1890-1952) - August Leopold Karl Wilhelm von Werder (1808-1887) - Wilhelm Wetzel (1888-1964) - Friedrich Wiese (1892-1972) - Gustav Anton von Wietersheim (1884-1974) - Mauritz von Wiktorin (1883-1956) - Joachim Witthöft (1887-1966) - Erwin von Witzleben (1881-1944) - Otto Wöhler (1894-1987) - Ludwig Wolff (1893-1968) - Wilhelm von Woyna (1819-1896) - Gustav-Adolf von Zangen (1892-1964) - Hans Zorn (1891-1943) |

- Datos: Q694005
- Multimedia: Generals of the Infantry of Germany / Q694005